# New Athens, Ohio
New Athens är en by (village) i Harrison County i Ohio. Vid 2010 års folkräkning hade New Athens 320 invånare.